# دیلی تلگراف
دیلی تلگراف (به انگلیسی: The Daily Telegraph) یکی از روزنامه‌های قطع بزرگ انگلستان بخشی از گروه رسانه‌ای تلگراف (Telegraph Media Group) چاپ لندن است که روزانه در سرتاسر بریتانیا و به صورت بین‌المللی منتشر می‌شود.
دیلی تلگراف در ژوئن ۱۸۵۵ توسط افسر بریتانیا- کانادایی آرتور اسلی (۱۸۲۱–۱۸۶۹) تحت عنوان دیلی تلگراف اند کوریر تأسیس شد و از سال ۲۰۰۴ به مالکیت دیوید و فردریک بارکلی، بیزینسمن‌های انگلیسی درآمد. در طی سدهٔ بیستم میلادی تلگراف به عنوان یک روزنامهٔ مقتدر بریتانیا محسوب شده است.
بر پایهٔ ارزیابی بنیاد (همهٔ جوانب
Allsides) دیلی تلگراف روزنامه‌ای «متمایل به راست» گروه‌بندی شده بود اما از سال ۲۰۱۰ به بعد؛ به دنبال تندروی‌ها و داشتن مواضع افراطی در موارد مربوط به برکزیت و چین، و ارسال صدها هزار ایمیل ناخواسته برای مشترکان خود که به پرداخت جریمهٔ سی هزار پوند در سال ۲۰۱۵ انجامید، در ردیف «راست افراطی» قرار گرفت.
تلگراف چندین گزارش خبری داشته است، از جمله درشروع جنگ جهانی دوم کلر هولینگ ورث خبرنگار تازه‌کار تلگراف بود، این گزارش به عنوان «سنجش قرن» توصیف شده است، گزارش خبری دیگر رسوایی هزینه‌های پارلمان در سال ۲۰۰۹ بود که منجر به تعدادی استعفاهای سیاسی شد. به همین دلیل در سال ۲۰۰۹ به عنوان روزنامه سال بریتانیا انتخاب شد - تحقیقات مخفیانه تلگراف در سال ۲۰۱۶ در مورد سام آلاردایس، مدیر فوتبال انگلیس و همچنین پرونده‌های قفل در سال ۲۰۲۳ در زمره این گزارش‌های خبری است.

## تیراژ
دیلی‌تلگراف در سال ۱۸۵۶ تیراژش ۲۷۰۰۰ نسخه و در سال ۱۸۶۸ ۲۴۰۰۰۰ نسخه بود. در سال ۱۹۶۸ تیراژ آن به ۱۳۹۳۰۹۴ نسخه رسید و در سال ۱۹۷۸ نسخه تیراژ ۱۳۵۸۸۷۵ بود. در سال ۱۹۸۰ تیراژ آن ۱۳۹۳۰۹۴ و در سال ۱۹۸۸ تیراژ ۱٬۱۳۳٬۱۷۳ نسخه بود. این روزنامه در دسامبر ۲۰۱۸ بدون احتساب فروش عمده  تیراژش ۳۶۳٬۱۸۳ نسخه بود. این کاهش بیشتر شد تا اینکه در سال ۲۰۲۰ تیراژ روزنامه به‌دلیل کاهش از دائره حسابرسی خارج شد. تا اینکه گروه رسانه‌ای تلگراف تیراژ مشترکان را در دسامبر ۲۰۲۳ به ۱٬۰۳۵٬۷۱۰ نسخه رساندند که شامل ۱۱۷٬۵۸۶ برای نسخه چاپی، ۶۸۸٬۰۱۲ برای نسخه دیجیتال و ۲۳۰٬۱۱۲ برای سایر اشتراک‌ها بود.